# 912年
| 千纪： | 1千纪 |
| 世纪： | 9世纪 \| 10世纪 \| 11世纪 |
| 年代： | 880年代 \| 890年代 \| 900年代 \| 910年代 \| 920年代 \| 930年代 \| 940年代 |
| 年份： | 907年 \| 908年 \| 909年 \| 910年 \| 911年 \| 912年 \| 913年 \| 914年 \| 915年 \| 916年 \| 917年 |
| 纪年： | 壬申年（猴年）；（南吴、晋）天祐九年；后梁（闽）二年；前蜀永平二年；李茂貞天復十二年；大長和孝治三年；吴越天宝五年；燕应天二年；于阗同慶元年；日本延喜十二年；后百济正开十二年；后高句丽水德万岁二年 |

## 大事记
- 朱友珪（朱全忠三子）發動政變，弒朱全忠自立為帝。
- 「常勝者」阿卜杜拉赫曼三世繼任後倭馬亞王朝西班牙科爾多瓦的第八任埃米爾。

## 出生
- 奧托一世（Otto I，912年－973年，61岁），德意志國王（936年－973年在位），神聖羅馬帝國皇帝（962年加冕）。史稱奧托大帝

## 逝世
- 薛贻矩
- 李遇 (十国)
- 梁太祖
- 韩建
- 张策 (五代)